# Тело (фильм, 2015)
«Тело» (пол. Ciało) — полнометражный фильм Малгожаты Шумовской. Мировая премьера картины состоялась 9 февраля 2015 года в рамках основной конкурсной программы 65-го Берлинского кинофестиваля, где была отмечена призом за лучшую режиссуру. Фильм «Тело» рассказывает о культе тела, затрагивая проблему анорексии.

## Сюжет
Следователь Януш, исследующий любые мельчайшие детали на местах преступлений, по долгу своей длительной и почти уже мучительной службы в органах правопорядка привык лицезреть тела в самом непотребном, изуродованном и изможденном виде. Однако теперь он сталкивается со своей анорексичной дочерью Ольгой, все ещё скорбящей по умершей матери. Януш чувствует свою беспомощность в сложившейся ситуации.

## Актёрский состав
- Януш Гайос
- Майя Осташевска
- Юстина Сувала
- Эва Далковска
- Роман Ганцарчик
- Малгожата Хаевская
- Ева Колясиньска
- Владислав Ковальский
- Адам Воронович
- Томаш Зетэк

## Награды
- Премия «Серебряный медведь» за лучшую режиссуру на Берлинском кинофестивале 2015 года (Малгожата Шумовская разделила эту награду с румынским режиссёром Раду Жуде за фильм «Браво!»)